# شعارهای سیاسی دوران جمهوری اسلامی ایران
این نوشتار فهرستی است از شعارهای حکومتی و شعارهای ضدحکومتی در طول دوران جمهوری اسلامی در ایران.

## شعارهای طرف جمهوری اسلامی و انقلابیون
- الله اکبر خامنه‌ای رهبر
- مرگ بر آمریکا
- مرگ بر ضد ولایت فقیه
- مرگ بر اسرائیل
- «مرگ بر سه مفسدین، کارتر و صدام و بگین»[۱]
- مرگ بر سران فتنه
- ای رهبر آزاده آماده ایم آماده
- مرگ بر انگلیس
- خونی که در رگ ماست هدیه به رهبر ماست
- مرگ بر قلم به دست مزدور
- یا مرگ یا خمینی
- وای اگر خامنه‌ای حکم جهادم دهد، ارتش دنیا نتواند که جوابم دهد
- ما عاشق مبارزه با صهیونیستها هستیم. خدایا خدایا تا انقلاب مهدی از نهضت خمینی محافظت بفرما
- قدس سهم مردم همین حوالی است هر معامله که می‌شود خیالی است

### جنگ، جنگ، تا پیروزی
«جنگ جنگ تا پیروزی» یک شعار سیاسی دولتی رایج در میان برخی احزاب و گروه‌های سیاسی-مذهبی در ایران در دوران پس از انقلاب و جنگ ایران و عراق بود.
این شعار به‌طور نمونه در جنگ ایران و عراق و در عملیات کربلای-۴ مد نظر و استفاده گردید.

### راه قدس از کربلا می‌گذرد
«راه قدس از کربلا می‌گذرد» یک شعار سیاسی رایج در میان برخی احزاب و گروه‌های سیاسی-مذهبی در ایران در دوران پس از انقلاب بود.
این شعار اول بار در زمان جنگ ایران و عراق و سالهای پس از آن توسط خمینی و هوادارانش رواج یافت، تا جایی که خط مشی سیاست خارجه ایران را تا حد زیادی تعیین می‌کرد.
در مناظره میرحسین موسوی و محمود احمدی‌نژاد در سال ۱۳۸۸، این شعار بعنوان یکی از رهنمودهای خمینی نیز مطرح گردید.
این «تفکر» توسط برخی، ادامهٔ فرایند «صدور» انقلاب سال ۱۳۵۷ توسط خمینی به دیگر کشورهای منطقه برداشت شده‌است.

## شعارهای ضد جمهوری اسلامی
- دشمن ما همینجاست دروغ میگن آمریکاست
- پشت به دشمن رو به میهن[۱۲][۱۳][۱۴]
- شعارهای اعتراضات دی ۱۳۹۸ ایران
- اصلاح‌طلب، اصول‌گرا دیگه تمومه ماجرا
- رضاشاه روحت شاد
- شعارهای سیاسی پس از اعلام نتیجه انتخابات ریاست‌جمهوری ایران (۱۳۸۸)
- نه غزه نه لبنان جانم فدای ایران
- سفارت روسیه لانه جاسوسیه‌!
- شعارهای اعتراضات سراسری ۱۴۰۱ ایران